# Jocs Olímpics d'Hivern de 2010
Els Jocs Olímpics d'Hivern de 2010, oficialment XXI Jocs Olímpics d'Hivern, es van disputar a la ciutat de Vancouver (Canadà) entre els dies 12 i 28 de febrer de 2010. Hi participaren un total de 2.536 esportistes (1.503 homes i 1.033 dones) de 82 comitès nacionals que competiren en 7 esports i 86 especialitats.
Aquesta fou la tercera candidatura de Vancouver per organitzar uns Jocs Olímpics d'hivern, després de les seves derrotes en la voluntat d'organitzar els Jocs Olímpics d'Hivern de 1976 i 1980. Així mateix, fou la tercera vegada que el Canadà organitzés uns Jocs Olímpics, després de Mont-real 1976 i Calgary 1988. El cost d'aquests Jocs fou estimat en 1.400 milions de dòlars canadencs.

## Candidatura

### Antecedents

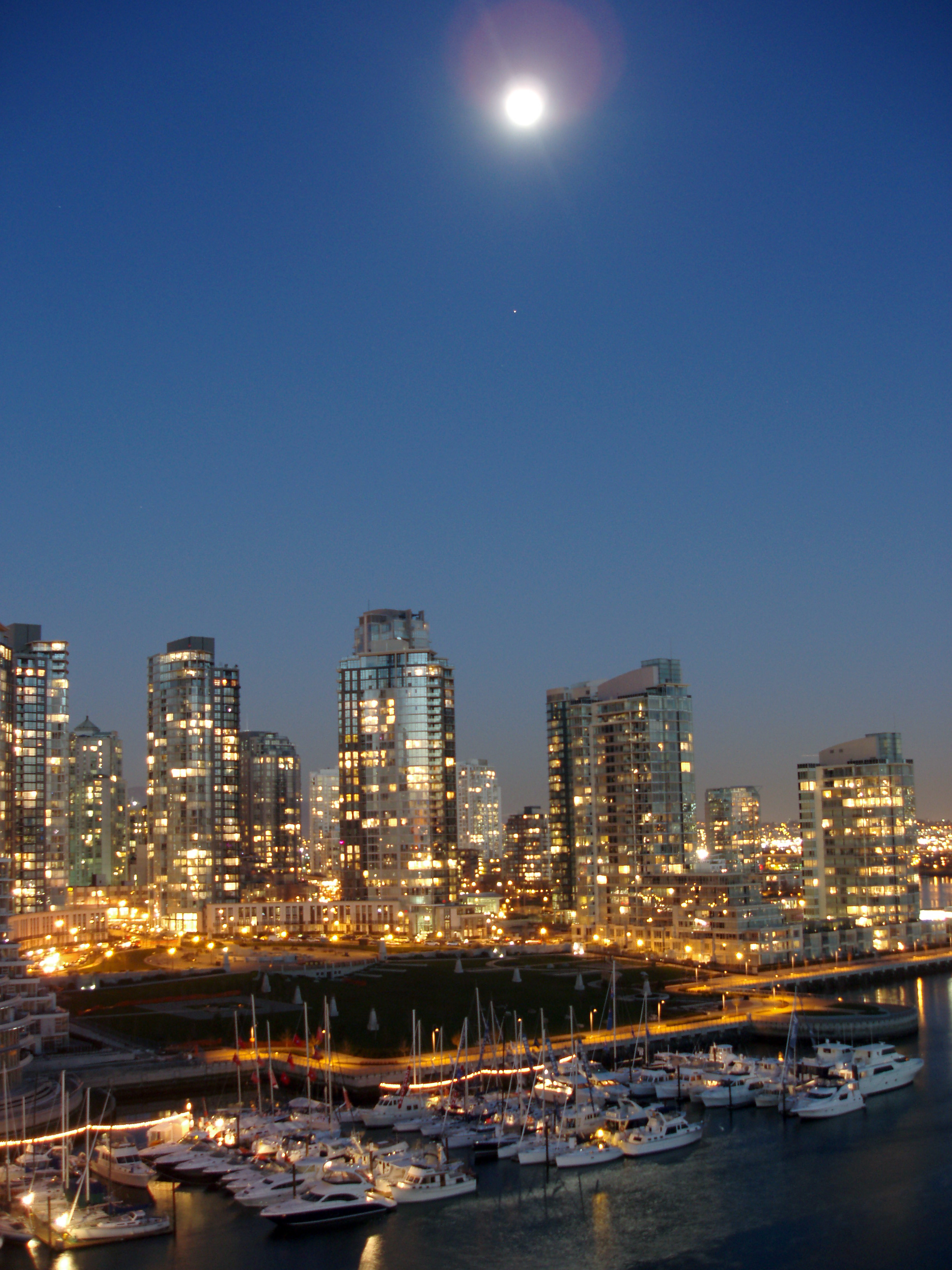
Imatge de la ciutat de Vancouver.

L'estat canadenc de Colúmbia Britànica té una antiga tradició de candidatures per als Jocs Olímpics, que es remunten a un intent de candidatura per als Jocs Olímpics d'Hivern de 1968. El centre hivernal de Whistler va presentar una candidatura per als Jocs Olímpics d'Hivern de 1976 conjuntament amb la ciutat de Vancouver i els voltants del mont Garibaldi. La candidatura de Vancouver-Garibaldi va obtenir 9 vots sent eliminada en primera ronda, en l'elecció del 12 de maig de 1970 que finalment guanyaria la ciutat nord-americana de Denver. Però un plebiscit realitzat en aquesta ciutat el 12 de novembre de 1972 rebutjà la celebració dels Jocs a l'impedir el lliurament d'uns 5 milions de dòlars al comitè organitzador. Sense finançament, Denver va rebutjar ser seu dels Jocs, davant la qual cosa el Comitè Olímpic Internacional va demanar el suport de Whistler, però el nou govern de la Colúmbia Britànica va declinar l'oferta a causa dels alts costos involucrats i finalment la ciutat austríaca d'Innsbruck organitzà l'esdeveniment. Whistler intentaria ser seu novament dels Jocs Olímpics d'Hivern de 1980, però finalment renunciaria setmanes abans de la votació, donant pas a l'elecció unànime de Lake Placid (Estats Units).
Canadà va allotjar els Jocs Olímpics d'Estiu de 1976 a la ciutat de Mont-real i posteriorment la ciutat de Calgary (Alberta) seria escollida com a seu dels Jocs Olímpics d'Hivern de 1988. Aquesta successió d'esdeveniments olímpics va aturar la postulació de Vancouver durant més de dues dècades, però no la d'altres ciutats. La ciutat de Toronto, per exemple, va ser candidata per a celebrar els Jocs Olímpics d'Estiu de 1996 (finalment realitzats en Atlanta), mentre la ciutat de Quebec va fer el mateix per als Jocs Olímpics d'Hivern de 2002 (celebrats a Salt Lake City). Per als Jocs Olímpics d'Estiu de 2008, va sorgir una proposta de presentar una candidatura binacional entre Vancouver i Seattle, però el COI la va rebutjar; així, Toronto va ser seleccionada com la candidata canadenca per a aquests jocs, arribant a ser considerada una de les favorites i de les millors qualificades entre totes les candidates. Tot i això, el 13 de juliol de 2001, Toronto va ser derrotada àmpliament per Pequín amb 22 vots a favor contra 55.
Després de la derrota de Toronto, el Comitè Olímpic Canadenc (COC) va decidir presentar una candidatura per als Jocs Olímpics d'hivern de 2010. Tres ciutats van presentar precandidatures davant del COC: Vancouver amb Whistler, Calgary i Quebec. Encara Quebec era considerada la favorita, tenia en contra la inestabilitat política (a menys de quatre anys del plebiscit independentista derrotat per un lleu marge) i el baix suport concitat en l'elecció de la seu de 2002. El comitè pro Vancouver va intentar enfocar l'avantatge d'usar Whistler, considerat àmpliament com un dels millors centres hivernals del continent, molt per sobre el quebequesa Mont-Tremblant. En una primera ronda de votacions realitzada el 21 de novembre de 1998, Vancouver-Whistler va tenir 26 vots, seguit de 25 per a la capital quebequesa i 21 per a Calgary. Finalment la candidatura de Vancouver va assolir la victòria amb 40 vots davant els 32 del Quebec, presentant així la seva tercera candidatura de la història.

### Avaluació tècnica
Vuit ciutats van presentar la seva candidatura davant el Comitè Olímpic Internacional (COI) abans del tancament del procés de recepció, el 4 de febrer de 2002. Al costat de Vancouver, també van ser ciutats aspirants Andorra la Vella, Berna, Harbin, Jaca, Pyeongchang, Salzburg i Sarajevo.
Seguint el sistema d'elecció i avaluació implementat per tal de solucionar els problemes de corrupció detectats en l'elecció de la seu dels Jocs Olímpics d'Hivern de 2002, les «ciutats aspirants» van ser sotmeses a una revisió tècnica per part del Grup de Treball d'Acceptació de Candidatures, que les avaluaria i procediria a establir quines d'elles no arribaven els requeriments mínims, perquè els membres del Comitè Olímpic Internacional poguessin concentrar la seva elecció sobre les restants que sí que els arribaven.
El Grup de Treball va presentar l'informe l'11 de juliol de 2002. Per a la seva realització examinar a les candidates en deu apartats (suport governamental i de l'opinió pública, infraestructura general, infraestructura esportiva, Vila Olímpica, condicions ambientals i impacte, allotjament, transport, seguretat, experiència prèvia i finances) i confeccionar una taula de "concepte general" per tal de descartar aquelles que no estaven en condicions de ser seu olímpica el 2008. Amb aquesta finalitat, el Grup de Treball va considerar que, en una qualificació de 0 a 10, no hauria de triar una ciutat que tingués una qualificació menor a 6.
Vancouver va estar entre les millors ciutats qualificades en gairebé la totalitat dels temes analitzats pel Grup de Treball i la seva qualificació final va ser la millor dins de les vuit candidatures. La seva candidatura va rebre les següents qualificacions, ordenades de manera decreixent d'acord amb la mínima: 
1. Villa olímpica: 80-93
2. Infraestructura esportiva: 76-85
3. Experiència: 70-83
4. Allotjament: 70-85
5. Transport: 69-81
6. Seguretat: 68-78
7. Condicions ambientals: 67-85
8. Finançament: 64-76
9. Suport del govern i la població: 60-81
10. Infraestructura general: 55-70

Vancouver va obtenir la seva puntuació més baixa en infraestructura general a causa de la llarga distància, superior als 100 quilòmetres, de la carretera que connecta Vancouver amb Whistler i el seu estat, mentre les seves grans qualificacions van ser relacionades envers la infraestructura esportiva i l'experiència. Salzburg, la principal competidora, va superar en diversos punts a Vancouver arribant a qualificacions properes a perfectes però va tenir una qualificació mediocre respecte a la vila olímpica. Segons l'avaluació, Vancouver i Salzburg estaven per sobre les condicions mínimes requerides, mentre Berna i Pyeongchang estaven just en les condicions mínimes. La resta de les candidatures estaven per sota de les condicions mínimes i van ser posteriorment rebutjades pel COI.

### Votacions
En la 115a Sessió del Comitè Olímpic Internacional (COI) realitzada a Praga (República Txeca) el 2 de juliol de 2003 s'escollí la ciutat de Vancouver com a seu dels Jocs Olímpics d'hivern de 2010 per davant de:
| Ciutat      | País          | 1a Ronda | 2a Ronda |
| Vancouver   | Canadà        | 40       | 56       |
| Pyeongchang | Corea del Sud | 51       | 53       |
| Salzburg    | Àustria       | 16       | -        |

## Comitès participants

Comitès participants en els Jocs.

En aquests Jocs Olímpics participaren un total de 2.632 competidors, entre ells 1.503 homes i 1.033 dones, de 82 comitès nacionals diferents. En aquests Jocs van participar per primera vegada Colòmbia, Ghana, les Illes Caiman, Montenegro, Pakistan, Perú i Sèrbia; retornaren Jamaica, Marroc i Mèxic; i deixaren de participar Costa Rica, Kenya, Illes Verges Americanes, Luxemburg, Madagascar, Tailàndia i Veneçuela. La dissolució de Sèrbia i Montenegro donà pas a la participació de Sèrbia i Montenegro com a comitès independents.
La delegació més gran fou la dels Estats Units amb 215 participants, seguida per la del Canadà amb 206 atletes i Rússia amb 177 esportistes.
| Llista de CON participants | Llista de CON participants | Llista de CON participants | Llista de CON participants |
| --- | --- | --- | --- |
| - Albània (1) - Algèria (1) - Alemanya (153) - Andorra (6) - Argentina (7) - Armènia (4) - Austràlia (40) - Àustria (81) - Azerbaidjan (2) - Bèlgica (9) - Bermudes (1) - Belarús (50) - Bòsnia i Hercegovina (5) - Brasil (5) - Bulgària (19) - Canadà (206) - Colòmbia (1) - Corea del Nord (2) - Corea del Sud (46) - Croàcia (18) - Dinamarca (18) | - Eslovàquia (73) - Eslovènia (50) - Espanya (18) - Estats Units (215) - Estònia (30) - Etiòpia (1) - Finlàndia (95) - França (108) - Geòrgia (8) - Ghana (1) - Grècia (7) - Hong Kong (1) - Hongria (16) - Illes Caiman (1) - Índia (3) - Iran (4) - Irlanda (6) - Islàndia (4) - Israel (3) - Itàlia (109) - Jamaica (1) | - Japó (94) - Kazakhstan (38) - Kirguizstan (2) - Letònia (59) - Líban (3) - Liechtenstein (7) - Lituània (8) - Macau (4) - Marroc (1) - Mèxic (1) - Moldàvia (7) - Mònaco (3) - Mongòlia (2) - Montenegro (1) - Nepal (2) - Noruega (99) - Nova Zelanda (16) - Països Baixos (34) - Pakistan (1) - Perú (3) | - Polònia (50) - Portugal (1) - Regne Unit (52) - Txèquia (92) - Romania (29) - Rússia (177) - San Marino (2) - Senegal (1) - Sèrbia (10) - Sud-àfrica (2) - Suècia (106) - Suïssa (146) - Tadjikistan (1) - Turquia (5) - Ucraïna (47) - Uzbekistan (3) - Xile (3) - R.P. de la Xina (90) - Xina Taipei (1) - Xipre (2) |

## Participació catalana
Jordi Font (34 anys), Queralt Castellet (20 anys) i Ruben Vergés (22 anys) a les proves de snowboard; Ander Mirambell (26 anys) a la de tobogan; Vicenç Vilarrubla (29 anys) i Laura Orgué (23 anys) a les d'esquí de fons; i Ferran Terra (22 anys) i Andrea Jardí (19 anys) a les d'esquí alpí, foren els representants catalans en aquests jocs olímpics d'hivern. Tots ells participaren en la delegació espanyola i cap d'ells assolí medalla olímpica.

## Programa

### Esports disputats
Un total de 7 esports foren disputats en aquests Jocs Olímpics, realitzant-se un total de 86 proves. En aquesta edició no hi hagué esports de demostració.

### Seus

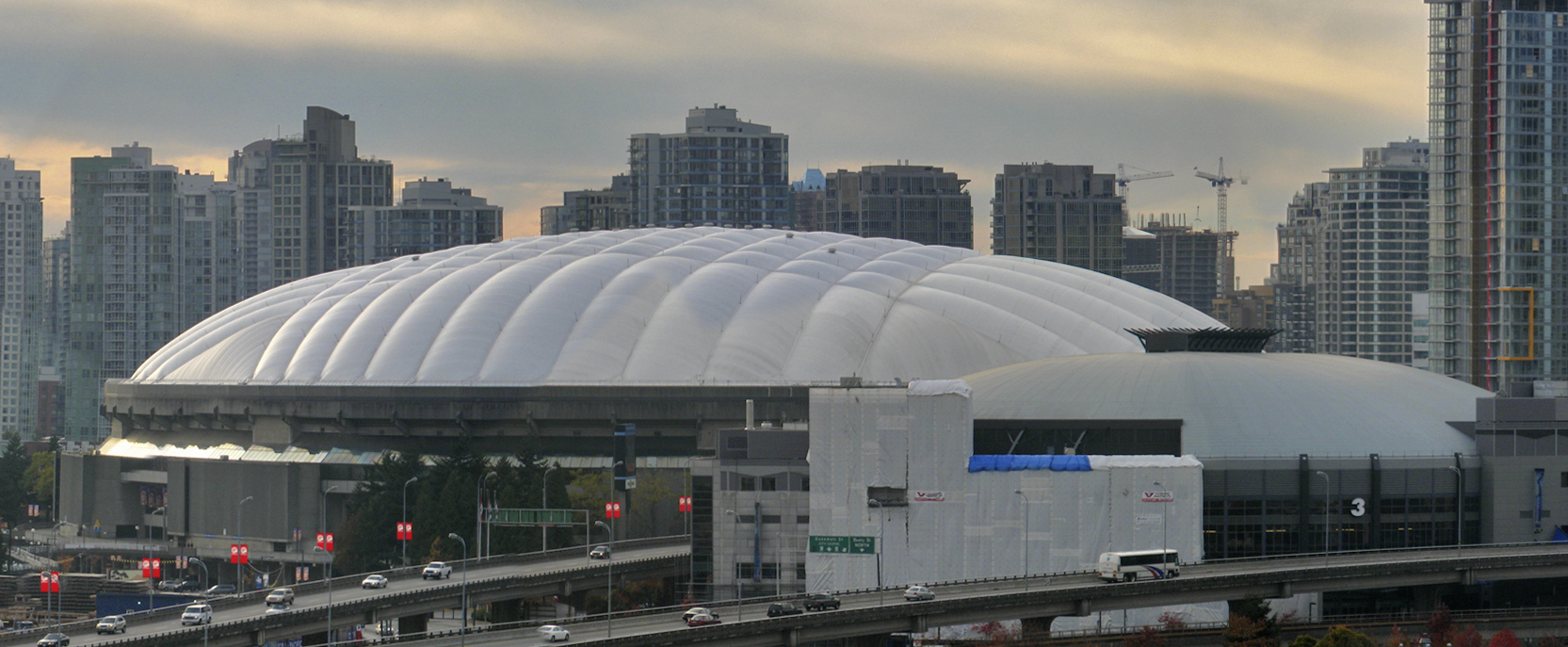
Estadi BC Place, seu principal dels Jocs.

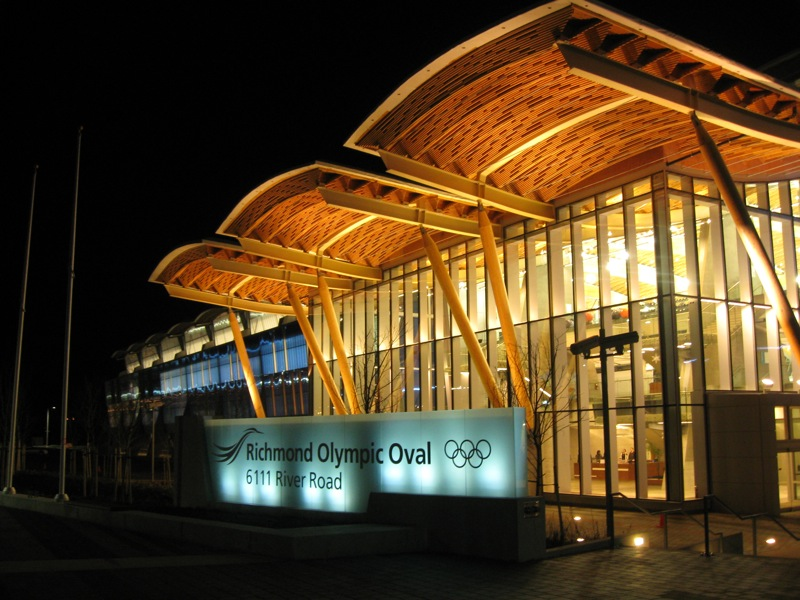
L'Oval Olímpic, seu del patinatge de velocitat.

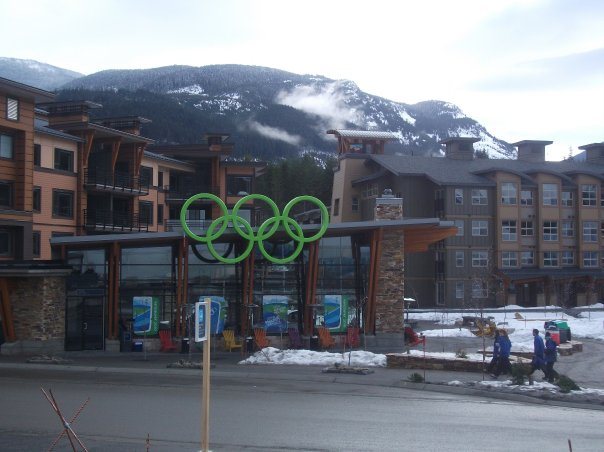
Accès a la Vila Olímpica de Whistler.

La ciutat de Vancouver té quatre recintes que acullen les competicions de patinatge artístic, hoquei sobre gel, curling i patinatge de velocitat en pista curta, a més de l'estadi on se celebren les cerimònies d'obertura, clausura i entrega de medalles.
Les competicions de patinatge artístic se celebren al suburbi de Richmond, situat al sud de la ciutat. Les proves de snowboard i esquí acrobàtic es fan al districte de West Vancouver, 30 km a l'oest, en una estació d'esports d'hivern coneguda com a Cypress Mountain a més de 900 metres sobre el nivell del mar.
150 km al nord de la ciutat, en ple cor de la Serralada Costera, es troba la localitat de Whistler, que és la seu dels esports d'esquí, biatló i bobsleigh.
Hi ha dues viles olímpiques, una al barri de False Creek de Vancouver i l'altra a Whistler. Com a centre de premsa s'utilitza el Centre de Convencions i Exposicions de Vancouver.

#### Vancouver
- Estadi BC Place – cerimònies d'obertura, clausura i entrega de medalles
- Plaza GM – Hoquei sobre gel
- Centre d'Esports d'Hivern de la UBC – Hoquei sobre gel
- Coliseu del Pacífic – Patinatge artístic i patinatge de velocitat en pista curta
- Hillcrest Park – Curling

#### Richmond
- Oval Olímpic de Richmond – Patinatge de velocitat sobre gel

#### West Vancouver
- Estació Cypress Mountain – Esquí acrobàtic i snowboard

#### Whistler
- Whistler Creekside – Esquí alpí
- Valle Callagan – Biatló, esquí de fons, combinada nòrdica i salt amb esquís
- Muntanya Blackcomb – Bobsleigh, luge i skeleton

### Calendari
En els Jocs Olímpics d'hivern de 2010 es dugueren a terme 86 competicions de 15 disciplines esportives. En la taula següent es detallen els dies en els quals es van realitzar les competicions de cada esport: el color blau indica els dies de competició de cada disciplina, el color groc indicia els dies en els quals es van realitzar finals i s'atorgaren les medalles, i el número final indica el nombre de finals disputades cada dia.
La ceremonia d'obertura dels Jocs es va celebrar el dia 12 a les 18:00 hores (UTC-7, hora de Vancouver).
|  | Obertura |  | Exhibició de patinatge |  | Clausura |  | Jornada de competició |  | Jornada amb final |

|  | Obertura |  | Exhibició de patinatge |  | Clausura |  | Jornada de competició |  | Jornada amb final |

## Fets destacats
- Abans de l'inici dels Jocs es produí la mort del georgià Nodar Kumaritashvili, en sofrir un accident mentre s'entrenava a la pista de luge de les instal·lacions de Whistler.[8] L'esportista sortí disparat del carril d'entrenament i tot i les maniobres per reanimar-lo realitzades allà mateix fou traslladat a l'hospital de Vancouver, on se certificà la seva mort.
- Per primera vegada es realitzaren les cerimònies d'obertura i clausura dels Jocs Olímpics d'hivern en un pavelló indoor, concretament a l'Estadi BC Place.
- Les condicions meteorològiques no foren molt favorables per a la preparació de les seus. L'alta humitat a causa de la pluja o la falta de neu en algunes zones van fer que algunes proves s'haguessin de posposar 48 hores, com en el cas dels descens masculí, o en d'altres s'haugés de portar neu per millorar les condicions de la pista.[9]
- En categoria masculina el gran vencedor fou l'esquiador de fons nord-americà Petter Northug, guanyador de quatre medalles olímpiques. En categoria femenina, en el mateix esport, fou la noruega Marit Bjørgen.
- En aquests Jocs s'establiren alguns rècords pel que fa al medaller: un total de 19 comitès nacionals guanyaren almenys una medalla d'or i el Canadà, el país amfitrió, baté amb 14 medalles d'or el rècord de més medalles d'or guanyades per un comitè en una sola edició.

## Medaller
Deu comitès amb més medalles en els Jocs Olímpics de 2010. País amfitrió ressaltat.
| Jocs Olímpics d'hivern de 2010 | Jocs Olímpics d'hivern de 2010 | Jocs Olímpics d'hivern de 2010 | Jocs Olímpics d'hivern de 2010 | Jocs Olímpics d'hivern de 2010 | Anells Olímpics |
| Posició                        | CON                            | Or                             | Plata                          | Bronze                         | Total           |
| 1                              | Canadà                         | 14                             | 7                              | 5                              | 26              |
| 2                              | Alemanya                       | 10                             | 13                             | 7                              | 30              |
| 3                              | Estats Units                   | 9                              | 15                             | 13                             | 37              |
| 4                              | Noruega                        | 9                              | 8                              | 6                              | 23              |
| 5                              | Corea del Sud                  | 6                              | 6                              | 2                              | 14              |
| 6                              | Suïssa                         | 6                              | 0                              | 3                              | 9               |
| 7                              | Suècia                         | 5                              | 2                              | 4                              | 11              |
| 7                              | R.P. de la Xina                | 5                              | 2                              | 4                              | 11              |
| 9                              | Àustria                        | 4                              | 6                              | 6                              | 16              |
| 10                             | Països Baixos                  | 4                              | 1                              | 3                              | 8               |

### Medallistes més guardonats
Categoria masculina
| Nom                 | CON           | Disciplina               | Or | Plata | Bronze | Total |
| Petter Northug      | Noruega       | Esquí de fons            | 2  | 1     | 1      | 4     |
| Emil Hegle Svendsen | Noruega       | Biatló                   | 2  | 1     | 0      | 3     |
| Lee Jeong-Su        | Corea del Sud | Patinatge en pista curta | 2  | 1     | 0      | 3     |
| Bode Miller         | Estats Units  | Esquí alpí               | 1  | 1     | 1      | 3     |
| Aksel Lund Svindal  | Noruega       | Esquí alpí               | 1  | 1     | 1      | 3     |

Categoria femenina
| Nom               | CON             | Disciplina               | Or | Plata | Bronze | Total |
| Marit Bjørgen     | Noruega         | Esquí de fons            | 3  | 1     | 1      | 5     |
| Wang Meng         | R.P. de la Xina | Patinatge en pista curta | 3  | 0     | 0      | 3     |
| Magdalena Neuner  | Alemanya        | Biatló                   | 2  | 1     | 0      | 3     |
| Martina Sáblíková | Txèquia         | Patinatge de velocitat   | 2  | 0     | 1      | 3     |
| Stephanie Beckert | Alemanya        | Patinatge de velocitat   | 1  | 2     | 0      | 3     |